# Wespazjan Kochowski
Wespazjan Kochowski (1633 – Cracovia, 6 giugno 1700) è stato uno storico, filosofo e poeta polacco, grande fautore del Sarmatismo diffuso negli ambienti altolocati della Confederazione Polacco-Lituana nel XVII secolo.

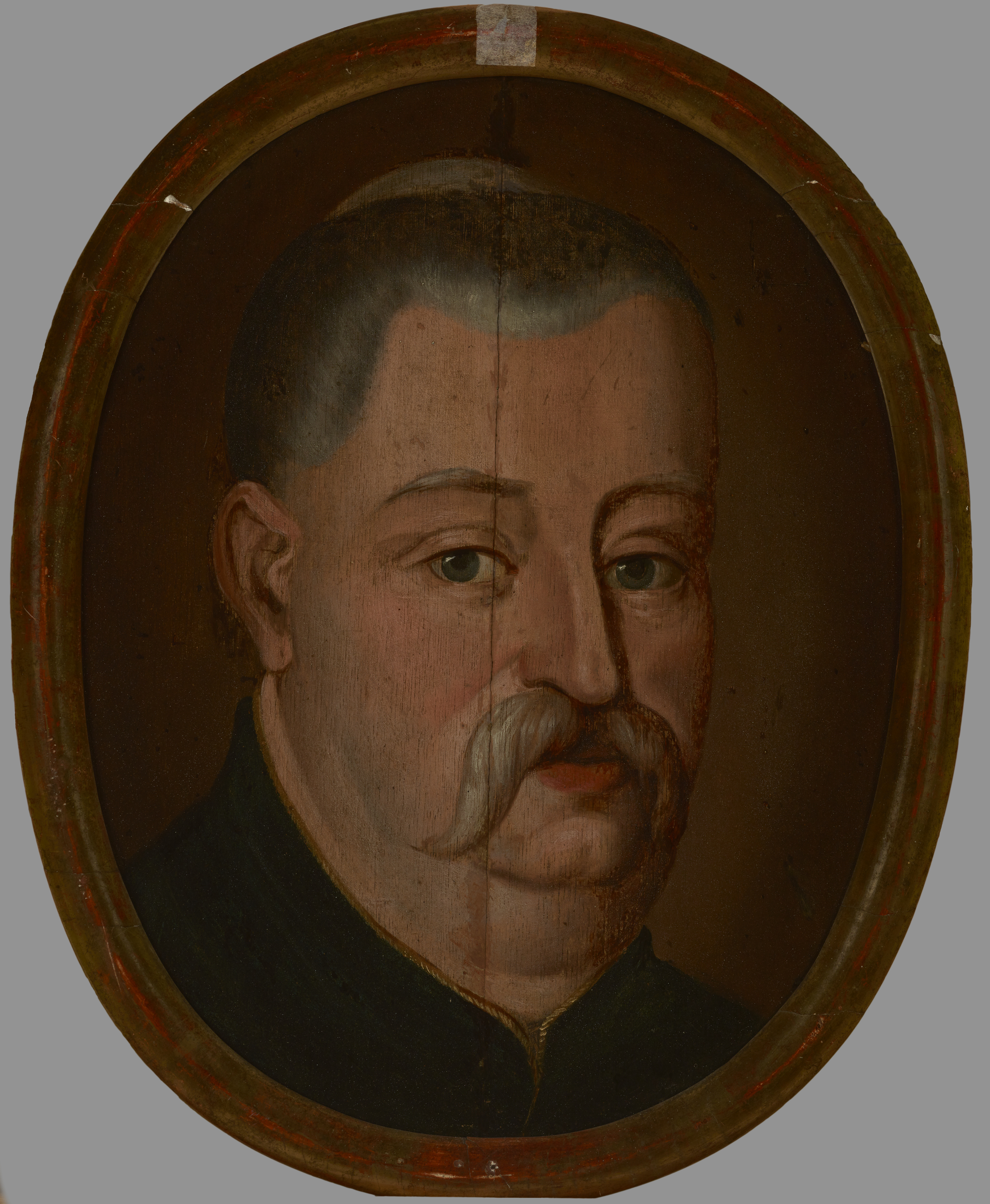
Wespazjan Kochowski, ritratto di bara, 1787, Museo Nazionale di Cracovia

Ha scritto, tra le altre cose, un poema epico in ottava rima Dzieło boskie, albo pieśni Wiednia wybawionego (L'opera di Dio, ovvero gli canti di Vienna liberata).